# Nortia
Nortia (latin : Nortia ou Nurtia) est la déesse étrusque du destin et la fortune (de la chance).
Le plus célèbre temple de la déesse était à Velzna, sur la paroi duquel on plantait chaque année un gros clou. Selon Tite-Live (Histoire romaine, 7.3.7.) ce rituel était utilisé pour marquer le passage des années. Un autre temple se trouvait à Orcla.